# Nexus (czasopismo)
Nexus – dwumiesięcznik poświęcony teoriom spiskowym. Do podejmowanej przez czasopismo tematyki zalicza się przykładowo: tajną geopolitykę, spiski, parapsychologię, ukrywane technologie, medycynę alternatywną, UFO, spiskową teorię dziejów.
Siedziba główna magazynu mieści się w Mapleton (Queensland) w Australii. Jest wydawany w następujących krajach: Australia, Nowa Zelandia, USA, Wielka Brytania, Francja, Włochy, Niemcy, Polska, Grecja, Serbia, Chorwacja, Rumunia i Rosja.
Edycja polska nosi tytuł Nexus. Nowe Czasy i jest wydawana przez Agencję Nolpress z Białegostoku. 

Redakcja czasopisma deklaruje brak powiązań z jakimkolwiek ruchem  politycznym, religijnym, czy filozoficznym.